# Maudit Graal
Maudit Graal est un roman d'Anthony Horowitz paru en 1995. Il est la suite de L'Île du Crâne.

## Résumé
David se bat pour réussir l'épreuve qui permettra de faire de lui le meilleur élève de l'école. De ce combat dépendra l'avenir de l'école.

## Personnages
- David Eliot : 14 ans, héros de l'histoire, magicien à Groosham Grange. Il est le 7e fils du 7e fils.
- Jill : 14 ans, magicienne spécialisée dans la télépathie à Groosham Grange. Elle est la petite amie de David.
- Vincent : Concurrent de David, élève à Groosham Grange. Il a des secrets à partager dans "Maudit Graal"
- Jeffrey : Ami de David, un fantôme mort au cours d'une expérience de Chimie qui a mal tourné
- M. Fitch, M. Teagle : Directeurs de Groosham Grange, un corps pour deux têtes, une expérience de magie noire qui aurait mal tourné...
- M. Kilgraw : Directeur adjoint de Groosham Grange. Il est en réalité un vampire.
- Mme Pedicure : Professeur à Groosham Grange. Elle est éternelle ; c’est une momie.
- M. Creer  : Professeur de latin de Groosham Grange. C'est un fantôme qui s'était noyé en mer.
- Mme Windergast : Infirmière de l’école. Elle est en réalité une sorcière.
- M Leloup : Professeur de français à Groosham Grange. Il est en réalité un loup-garou.
- Capitaine Baindesang : Marin (capitaine). C'est lui qui transporte David, Jill et Jeffrey à bord de son bateau pour rejoindre l'île du crâne.
- Gregor : Bossu avec un œil beaucoup plus décalé que l'autre. C'est l'homme à tout faire de Groosham Grange.
- Edward et Eileen Eliot : Parents de David Eliot.
- M. Helliwell : couleur de peau noire, immense, larges épaules,crâne rond et chauve, enseigne les sciences sociales le jour et la science vaudou la nuit, est arrivé depuis peu à Groosham Grange.